# Tomoya Uchida
Tomoya Uchida (Mie, 10 juli 1983) is een Japans voetballer.

## Carrière
Tomoya Uchida speelde tussen 2002 en 2011 voor Yokohama FC, Omiya Ardija en Ventforet Kofu. Hij tekende in 2012 bij Yokohama FC.